# Elatostema brunonianum
Elatostema brunonianum là loài thực vật có hoa trong họ Tầm ma. Loài này được Quisumb. mô tả khoa học đầu tiên năm 1930.